# ووبرن، بيدفوردشير
ووبرن هي قرية أبرشية مدنية في بيدفوردشير، إنجلترا. تقع على بعد حوالي 5 أميال (8.0 كم) جنوب شرق مركز ميلتون كينيز، وحوالي 3 أميال (4.8 كم) جنوب تقاطع 13 من الطريق السريع M1 وهو معلم جذب سياحي. في تعداد عام 2011، كان عدد سكانها 933. 

## أعلام
- فرنسيس راسيل
- جون راسيل
- غرايم نولز